# Saint-Vincent-Sterlanges
Saint-Vincent-Sterlanges település Franciaországban, Vendée megyében. Lakosainak száma 753 fő (2022. január 1.). Saint-Vincent-Sterlanges Mouchamps, Sainte-Cécile és Saint-Germain-de-Prinçay községekkel határos.

## Népesség
A település népessége az elmúlt években az alábbi módon változott:
| Lakosok száma | 764  | 786  | 801  | 789  | 772  | 759  | 746  | 752  | 753  |
|               | 2013 | 2015 | 2016 | 2017 | 2018 | 2019 | 2020 | 2021 | 2022 |